# Impasse d'Amsterdam
Impasse d'Amsterdam är en återvändsgata i Quartier de l'Europe i Paris åttonde arrondissement. Gatan är uppkallad efter Amsterdam, Nederländernas huvudstad. Impasse d'Amsterdam börjar vid Rue d'Amsterdam 21 och slutar vid Cours Paul-Ricard.

## Omgivningar
- Sainte-Trinité
- Place de Budapest

## Bilder
| - Gatuskylt. - Sainte-Trinité. - Place de Budapest. - En så kallad Wallacefontän på Place de Budapest. |

## Kommunikationer
- Tunnelbana – linjerna     – Saint-Lazare
- Tunnelbana – linje  – Europe
- Busshållplats Europe – Paris bussnät

### Webbkällor
- ”Impasse d'Amsterdam”. Mairie de Paris. https://web.archive.org/web/20210213044646/http://www.v2asp.paris.fr/commun/v2asp/v2/nomenclature_voies/Voieactu/0295.nom.htm. Läst 11 november 2023.
- ”Impasse d'Amsterdam (8ème arrondissement)”. Les rues de Paris. https://web.archive.org/web/20160409055358/http://www.parisrues.com/rues08/paris-08-impasse-d-amsterdam.html. Läst 11 november 2023.